# Zyryab (álbum de Paco de Lucía)
Zyryab es un álbum del guitarrista flamenco Paco de Lucía y su sexteto, publicado en 1990. Fue realizado con ayuda del pianista de jazz Chick Corea y el guitarrista Manolo Sanlúcar. El álbum está dedicado a Ziryab, un poeta y músico musulmán del siglo IX de la corte de Abderramán II del Emirato de Córdoba, quien introdujo el laúd árabe en la península ibérica, que posteriormente se convirtió en la guitarra española.

## Contenido
Zyryab continúa la exploración innovadora de Paco de Lucía dentro de la música flamenca. Repiten miembros de su sexteto como Jorge Pardo, Carles Benavent y Rubem Dantas. La taranta Tío Sabas está dedicado al compositor flamenco Sabicas.

## Canciones
Todas las canciones fueron compuestas por Paco de Lucía, anotadas las excepciones.
1. "Soniquete (Bulería)" – 7:35
2. "Tío Sabas (Taranta)" – 5:04
3. "Chick" – 3:46
4. "Compadres (Bulería)" (Paco de Lucía y Manolo Sanlúcar) – 5:15
5. "Zyryab" (Paco de Lucía, Ramón de Algeciras y Joan Albert Amargós) – 6:15
6. "Canción de Amor" (Paco de Lucía arr. Joan Albert Amargós)– 4:20
7. "Playa del Carmen (Rumba)" – 4:28
8. "Almonte (Fandangos de Huelva)" (Paco de Lucía & Chick Corea) – 5:32

## Músicos
- Paco de Lucía - guitarra flamenca
- Chick Corea - piano
- Potito - canto
- Manolo Sanlúcar - guitarra flamenca
- Rubem Dantas - Percusión, cajón
- Carles Benavent - mandola, graves
- Jorge Pardo - flauta